# IC 1817/2
IC 1817/2 је спирална галаксија у сазвијежђу Ован која се налази на листи објеката дубоког неба у Индекс каталогу.
Деклинација објекта је + 11° 12' 10" а ректасцензија 2h 33m 50,8s. Привидна величина (магнитуда) објекта IC 1817 износи 15,8 а фотографска магнитуда 16,5. IC 18172 је још познат и под ознакама MCG 2-7-15, CGCG 439-16, KCPG 70B, IRAS 02311+1059, PGC 9764.